# Charedisch jodendom

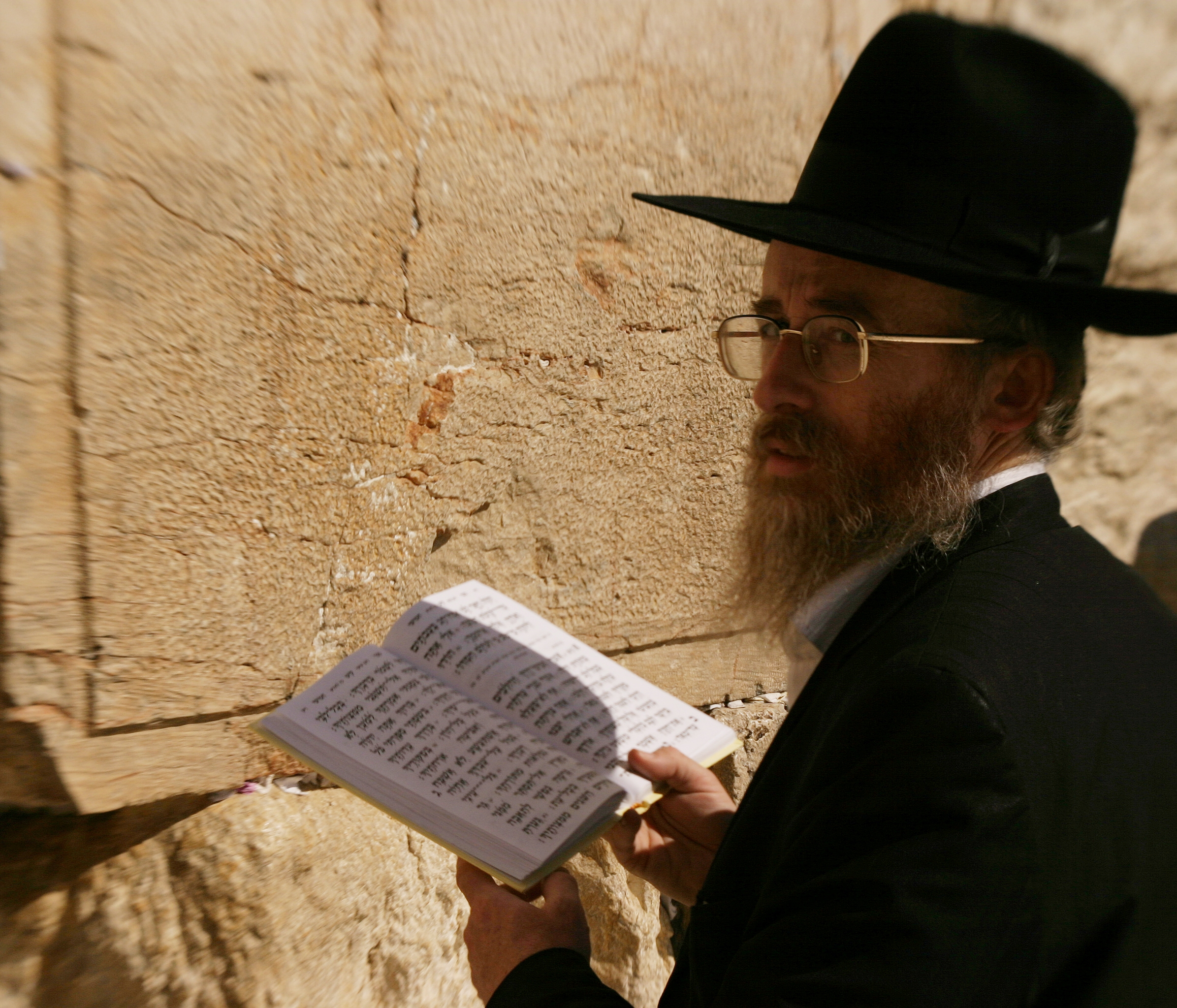
Een ultraorthodoxe Jood leest Psalm 119 bij de Westmuur

Het charedisch jodendom (Hebreeuws: יהדות חרדית , Jahadut charediet), vaak bekend onder de minder politiek correcte naam "ultraorthodox", is een van de twee hoofdrichtingen binnen het orthodox jodendom. De andere richting is het modern-orthodox jodendom. De aanhangers van deze richtingen, de haredim, zijn voorstanders van de meest traditionele navolging van de halacha (joodse wetten). Chared betekent letterlijk vrezend, in dit verband "vrezend voor het woord van God" (chared lidvar Hashem).

## Oorsprong

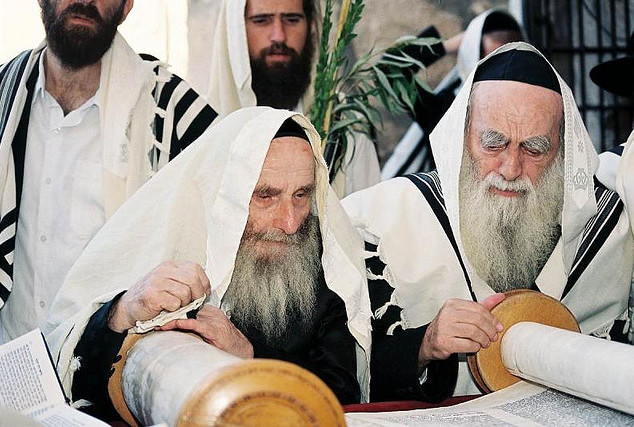
Charedische mannen lezen de thora

De charedische beweging ontstond in de achttiende eeuw in Centraal- en Oost-Europa. Waar veel Europese joden die tot dan noodgedwongen aan de rand van de maatschappij leefden, van de opkomende natiestaten, onder invloed van de Verlichtingsgedachte, de kans kregen en grepen om zich te emanciperen en te integreren in de seculiere samenleving, keerden de andere joodse gemeenschappen de Haskala de rug toe. Deze conservatieve joden kozen bewust voor segregatie en trokken zich steeds meer terug in getto's. In hun afkeer voor de modernisering legden de haredim zich toe op de exegetische studie van de 613 mitswot (geboden en verboden) zoals die worden omschreven in de Tenach en Rabbijnse literatuur. De haredim cultiveren de rigoureuze naleving van de complexe, archaïsche geloofs- leefregels die diep ingrijpen in het dagelijkse leven. Zo zijn er strenge voorschriften en rituelen inzake gebeden, kleding, seksualiteit, voeding (spijswet), arbeid, omgangsvormen, feestelijkheden. Er is er een strikte scheiding tussen mannen en vrouwen maar geen scheiding tussen kerk en staat. In Europa is de voertaal doorgaans jiddisch, wat een mengvorm is van Middelhoogduits en Hebreeuws. 
Charedim zijn visueel makkelijk herkenbaar. Mannen dragen soms een speciale lange jas of bijzondere hoed en vaak een zwarte keppel (al dan niet onder een hoed), en soms lange loshangende  pijpenkrullen (anders vaak weggestopt achter het oor). Zij laten veelal hun baard staan. Religieuze vrouwen in deze richting dragen altijd een rok of jurk. Nadat ze getrouwd zijn, dragen ze een hoofdbedekking, nl. een hoofddoek of pruik.
Een overkoepelende organisatie van charedische joden is de Jeruzalemse Edah HaChareidis, waar echter niet alle bewegingen bij zijn aangesloten.

## Richtingen binnen het charedisch jodendom
Het charedisch jodendom is onderverdeeld in twee hoofdstromingen, het chassidisch jodendom en de mitnagdiem (tegenstanders) of het Litouws jodendom. Na de Tweede Wereldoorlog, waarin de Holocaust grote bressen sloeg in het charedische jodendom met zijn centra in Oost-Europa, ontwikkelden zich drie steden tot de belangrijkste centra van het charedisch jodendom: Jeruzalem en Bnei Brak in Israël en New York in de VS. Ook in Antwerpen, Londen, Manchester, Parijs, Wenen en Lyon (in volgorde van geschatte grootte) en in veel steden in Noord-Amerika, zoals Montreal, zijn gemeenschappen van charedische joden.

### Chassidisch jodendom
Het chassidisch jodendom (ook bekend als chassidisme) vindt zijn oorsprong in Oost-Europa. De grondlegger was rabbijn Yisroel ben Eliezer (1698-1760), bijgenaamd de Ba'al Shem Tov. De richting is opgesplitst in vele tientallen grotere en kleinere chassidische groepen. Karakteristieken zijn onder andere de sterke verbintenis met rabbijnen (Rebbes) die religieuze leiding geven aan die groepen en het bijzonder uitbundig vieren van feesten, door middel van chassidische dansen en klezmer muziek.

### Mitnagdiem
De mitnagdiem of het Litouws jodendom, ook wel bekend als de Litvaks, is een richting die in Litouwen ontstond en tegen het chassidisme inging. Tegenwoordig wordt de naam gebruikt voor het gehele charedisch jodendom dat niet chassidisch is. Een groot gedeelte van de aanhangers zijn sefardische joden, afkomstig uit de islamitische landen in het Midden-Oosten. "Litouws jodendom" mag niet worden verward met de joodse gemeenschap van het land Litouwen, dat het eerste centrum was van de richting.
De beroemdste leider van de beweging was de Vilna Gaon.

### Sefardisch orthodox jodendom
- Hieronder vallen de strikt-orthodoxe joden afkomstig uit met name de Arabische landen, zoals Irak en Marokko. In deze context betekent Sefardisch niet "afkomstig van het Iberisch schiereiland". Zie ook Sefardische Joden.

## Charedim in Israël

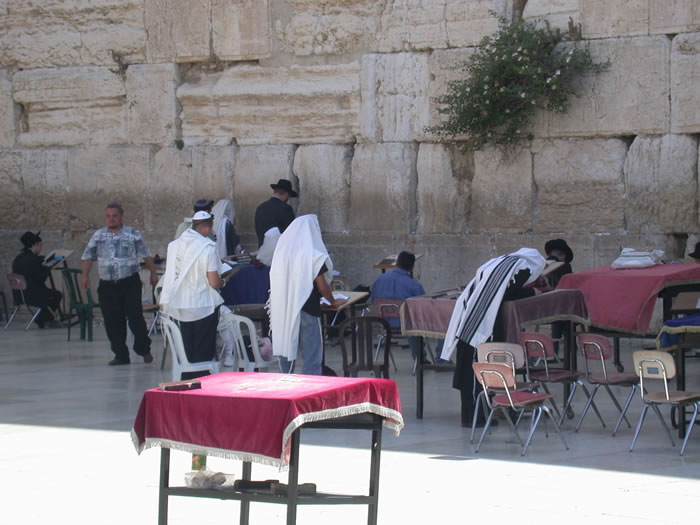
Westelijke Muur (Klaagmuur) Jeruzalem

Van oudsher zijn de charedim gekant tegen zowel het seculier als het religieus zionisme en aanvaarden ze de staat Israël niet. Volgens hen kan de joodse staat pas verrijzen als de in de Thora aangekondigde Messias op de dag des oordeels op Aarde verschijnt. De charedim wantrouwen dan ook alle Joodse overheidsinstanties zoals het Israëlische leger en de politiediensten en weigeren principieel hun militaire dienstplicht te vervullen. Vanaf de oprichting van de Israëlische staat in 1948 tot 1 april 2024 waren de charedim in Israël vrijgesteld van de militaire dienstplicht. In plaats van in het leger te dienen, dienen charedim overigens wel bij de hulp aan slachtoffers: ze bemannen ambulances en verlenen eerste hulp.
Lange tijd zijn de chareidim gezien als de 'pure joden', maar in Israël ontmoeten de chareidim bij de overige inwoners steeds meer weerstand vanwege hun uiterst religieuze houding. De charedim doen nauwelijks mee aan het openbare leven in de grotere Israëlische samenleving; het is een in zichzelf gekeerde groep. Veel mannen, met name uit de Litvishe sector, werken niet maar richten zich uitsluitend op het bestuderen van de Heilige joodse boeken in de Tenach en de Rabbijnse literatuur aan de jesjiva of kollel. Bij de Westelijke Muur (Klaagmuur) in Jeruzalem is dagelijks een bonte stoet van chareidische joden te aanschouwen.

## Charedim in België
In Antwerpen bevindt zich de grootste orthodox-joodse gemeenschap van België. Het overgrote merendeel van de joden daar is chassidisch. Het is na de Tweede Wereldoorlog nog de enige plaats in Europa waar dit type jodendom, dat zo door uiterlijkheden voor de buitenstaander gekenmerkt wordt, zo manifest aanwezig is, nadat het in de eeuwen daarvoor met name in Oost-Europa maar ook elders op heel veel plaatsen duidelijk herkenbaar is geweest. Daarvan is na 1945 niets meer in continentaal Europa over, behalve dus in Antwerpen.

## Charedim in Nederland
Nederland kent niet echt een apart charedisch jodendom, met name doordat ook de "ultraorthodoxen" lid zijn van de ene Joodse Gemeente NIHS Amsterdam, c.q. het ene Nederlands-Israëlitisch Kerkgenootschap waar joden die niet volgens de regels van het orthodox jodendom leven, ook lid van kunnen worden. De strengere orthodoxie in Nederland hing niet het charedi-jodendom aan maar de Tora-im Derech Erets-ideologie. Het zijn in feite enkele geïmmigreerde gezinnen en een kring daaromheen die tot het charedisch jodendom kunnen worden gerekend. Zij vinden elkaar rond het Cheider, een joodse school in de wijk Buitenveldert in Amsterdam.
In Amstelveen en Amsterdam wonen enkele honderden charedim. In de Lekstraat (Rivierenbuurt, Amsterdam) bevindt zich de Lekstraatsynagoge, die zich met de vestiging in het gebouw van kollel Chacham Zwi waar getrouwde mannen voltijds leren, sinds medio jaren '70 heeft ontwikkeld als centrum van de charedische joden in Amsterdam.